# 오팔 풀

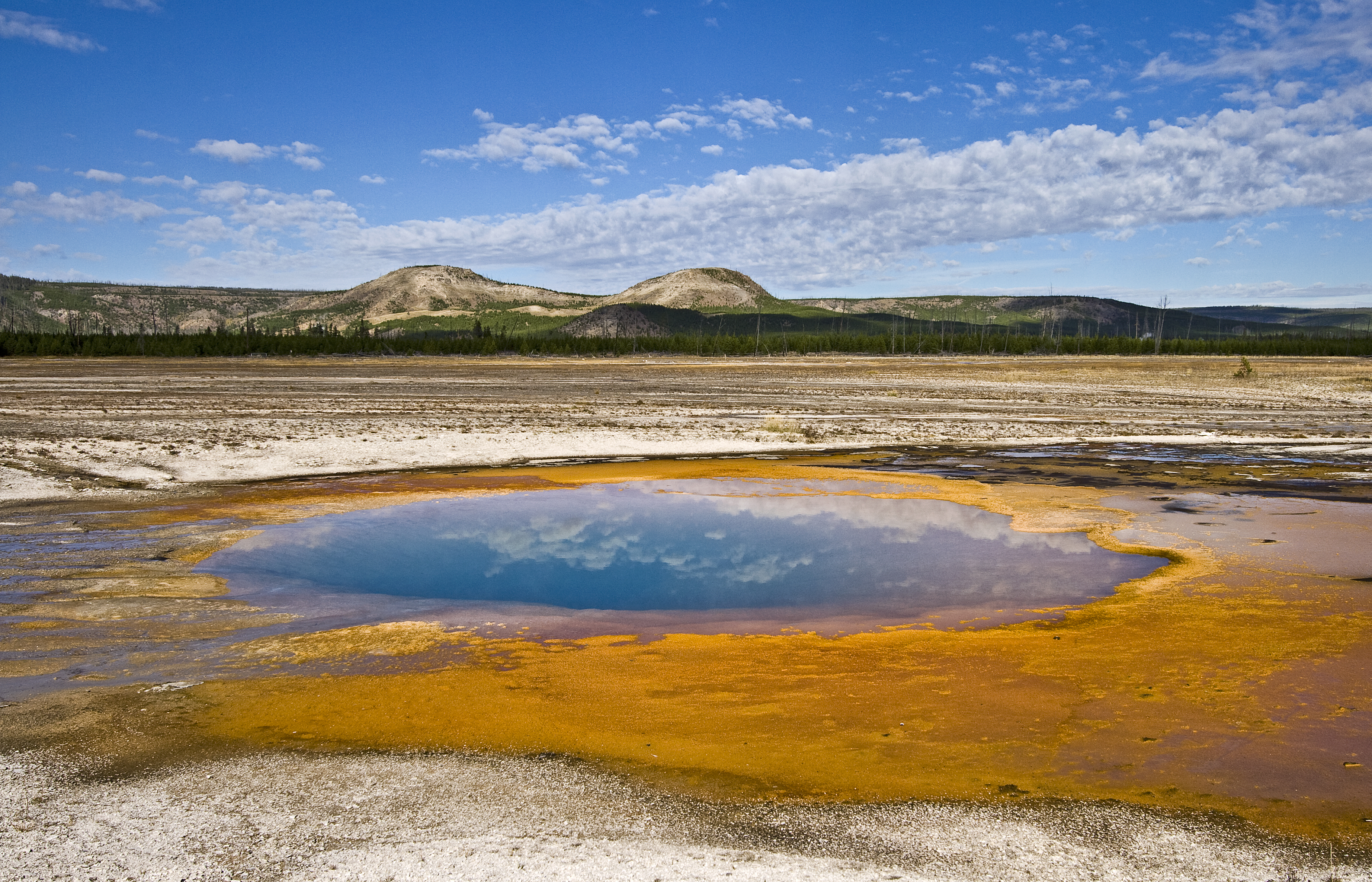
오팔 풀의 평시 모습

오팔 풀(Opal Pool)은 미국 옐로스톤 국립공원의 미드웨이 간헐천 분지에 자리잡고 있는 온천이다. 온천수의 색이 녹색이나 파란색이며, 주위는 노란색을 띈다. 주변에는 유명한 그랜드 프리즈매틱 스프링, 익스켈시어 간헐천, 터콰이즈 풀이 있다.
간헐천으로 아주 드물게 분출하며, 2014년 마지막으로 분출한 기록이 있다. 그 이전에는 1947년, 1949년, 1952년, 1953년, 1979년 분출한 기록이 있다. 분출 높이는 20~70피트이며, 분출 시에는 물의 색깔이 변한다. 이 온천의 종류는 분수 형태의 간헐천이다.

## 2014년
2014년 9월 1979년의 분출 이후 35년만에 다시 분출하였다. 분출하기 전에는 온천수의 수위가 줄어들고 마르는 등 이상한 조짐을 보였다고 한다. 오팔 풀의 분출은 사실상 매우 보기 힘들며, 간격도 굉장히 길어 이렇게 몇 년 만에 분출하기도 한다. 분출 당시 진흙 섞인 물을 약 30피트 높이까지 뿜었다고 한다.

## 같이 보기
- 옐로스톤 국립공원